# Размера (географија)
Размера или размер је однос између дужине неке дужи представљене на цртежу (плану, карти) и њој одговарајуће дужине у природи која је на цртежу хоризонтално пројектована. Размера се обично представља количником 1:n, где број n означава колико пута је пута дужина у природи n смањена (или ређе, повећана). То је бројна размера, која се увек изражава у виду разломка, код кога је бројилац једнак јединици.
При упоређењу две размере (R1, 2) за једну се каже да је крупнија ако је њен број n1 мањи од броја n2 друге размере, и обратно, за другу размеру R2 каже се да је ситнија ако је 2 > 1. Избор размере зависи од: намене цртежа (плана), од условљене тачности тог цртежа; од врсте, величине и облика цртежа, као и од међусобног односа објеката које треба представити. Размера представљена у графичком облику назива се размерник.
Ако је регион карте довољно мали да занемари закривљеност Земље, као што је план града, онда се једна вредност може користити као размера без изазивања грешака у мерењу. На картама које покривају већа подручја или целу Земљу, размера карте може бити мање корисна или чак бескорисна у мерењу удаљености. Пројекција карте постаје критична у разумевању како размера варира на мапи. Када се размера приметно разликује, то се може узети у обзир као фактор размере. Тисотова индикатриса се често користи за илустрацију варијације скале тачака на мапи.

## Историја
Основе за квантитативно скалирање карте сежу у древну Кину са текстуалним доказима да је идеја скалирања карте била схваћена у другом веку пре нове ере. Древни кинески геодети и картографи су имали довољно техничких ресурса који су се користили за израду карата као што су штапови за бројање, столарски квадрати, висак, шестари за цртање кругова и нишанске цеви за мерење нагиба. Референтни оквири који постулирају настали координатни систем за идентификацију локација су наговестили древни кинески астрономи који су поделили небо на различите секторе или лунарне ложе.
Кинески картограф и географ Пеј Сју из периода Три краљевства креирао је скуп мапа великих површина које су нацртане у размери. Он је произвео скуп принципа који су наглашавали важност доследног скалирања, мерења правца и прилагођавања мерења земљишта на терену који је био мапиран.

## Карте великих размера са занемареном кривином
Подручје у коме се земља може сматрати равним зависи од тачности мерења. Ако се мери само до најближег метра, онда је закривљеност Земље неуочљива на меридијанској удаљености од око 100 km (62 mi) и на линији исток-запад од око 80 km (на географској ширини од 45 степени). Ако се посматра на најближи 1 mm (0,039 in), онда је закривљеност неприметна на меридијанској удаљености од око 10 km и на линији исток-запад од око 8 km. Дакле, план града Њујорка тачан до једног метра или план градилишта тачан до једног милиметра би задовољили горе наведене услове за занемаривање закривљености. Они се могу третирати премеравањем у равни и мапирати цртежима у размери на којима су било које две тачке на истој удаљености на цртежу на истој удаљености на тлу. Праве растојања на тлу се израчунавају мерењем удаљености на мапи, а затим множењем инверзним разломком скале или, еквивалентно, једноставним коришћењем разделника за преношење раздвајања између тачака на мапи на скалу на мапи.

## Скала поена (или одређена скала)
Као што је доказано Гаусовом теоремом изврсности, сфера (или елипсоид) се не може пројектовати на раван без изобличења. Ово се обично илуструје немогућношћу заглађивања коре поморанџе на равну површину без кидања и деформисања. Једини прави приказ сфере у константној скали је друга сфера као што је глобус.
С обзиром на ограничену практичну величину глобуса, морају се користити карте за детаљно мапирање. Мапе захтевају пројекције. Пројекција имплицира изобличење: Константно раздвајање на карти не одговара сталном раздвајању на терену. Иако мапа може да приказује графичку скалу траке, размера се мора користити са разумевањем да ће бити тачна само на неким линијама карте. (О томе се даље говори у примерима у наредним одељцима.)
Нека је P тачка на географској ширини {\displaystyle \varphi } и географској дужини {\displaystyle \lambda } на сфери (или елипсоиду). Нека је Q суседна тачка и нека је {\displaystyle \alpha } угао између елемента PQ и меридијана у P: овај угао је азимутни угао елемента PQ. Нека су P' и Q' одговарајуће тачке на пројекцији. Угао између правца P'Q' и пројекције меридијана је смер {\displaystyle \beta }. Генерално, {\displaystyle \alpha \neq \beta }. Коментар: ова прецизна разлика између азимута (на Земљиној површини) и смера (на карти) није универзално примећена, многи писци користе појмове скоро синонимно.
Дефиниција: скала тачаке у P је однос два растојања P'Q' и PQ у граници којом се Q приближава P. Ово се записује као
{\displaystyle \mu (\lambda ,\,\varphi ,\,\alpha )=\lim _{Q\to P}{\frac {P'Q'}{PQ}},}
где нотација означава да је скала тачке функција положаја P, а такође и смера елемента PQ.
Дефиниција: ако P и Q леже на истом меридијану {\displaystyle (\alpha =0)}, меридијанска скала је означена са {\displaystyle h(\lambda ,\,\varphi )}.
Дефиниција: ако P и Q леже на истој паралели {\displaystyle (\alpha =\pi /2)}, паралелска скала је означена са {\displaystyle k(\lambda ,\,\varphi )}.
Дефиниција: ако скала тачке зависи само од положаја, а не од правца, каже се да је изотропна и конвенционално се означава њена вредност у било ком смеру фактором паралелне размере {\displaystyle k(\lambda ,\varphi )}.
Дефиниција: Картографска пројекција се каже да је конформна ако је угао између пара правих које се секу у тачки P исти као угао између пројектованих линија у пројектованој тачки P', за све парове правих које се секу у тачки P. Конформна мапа има фактор изотропне размере. Обрнуто, изотропни фактори размере преко карте имплицирају конформну пројекцију.
Изотропија размере подразумева да су мали елементи подједнако растегнути у свим правцима, односно да је сачуван облик малог елемента. Ово је својство ортоморфизма (од грчког 'прави облик'). Квалификација 'мали' значи да се при некој датој тачности мерења не може открити промена у фактору скале над елементом. Пошто конформне пројекције имају изотропни фактор размере, називају се и ортоморфне пројекције. На пример, Меркаторова пројекција је конформна, јер је конструисана да сачува углове и њен фактор размере је изотропан, функција само географске ширине: Меркатор очувава облик у малим регионима.
Дефиниција: на конформној пројекцији са изотропном скалом, тачке које имају исту вредност скале могу се спојити да формирају изоскалске линије. Оне нису уцртане на мапе за крајње кориснике, али се налазе у многим стандардним текстовима. (Види Снајдер на страницама 203—206.)

### Визуелизација бодовне скале:Елипсно изобличење
Замислите мали круг на површини Земље са центром у тачки P на географској ширини {\displaystyle \varphi } и географској дужини {\displaystyle \lambda }. Пошто скала тачака варира са положајем и смером, пројекција круга на пројекцији ће бити изобличена. Тисо је доказао да, све док дисторзија није превелика, круг ће постати елипса на пројекцији. Генерално, димензија, облик и оријентација елипсе ће се променити током пројекције. Постављање ових елипса изобличења на пројекцију карте преноси начин на који се скала тачака мења на карти. Елипса изобличења позната је као Тисотова индикатриса. Пример приказан овде је Винкелова трипел пројекција,
 стандардна пројекција за карте света коју је направило Национално географско друштво. Минимална дисторзија је на централном меридијану на географским ширинама од 30 степени (северна и јужна). (Други примери).